# Hexactinella monticularis
Hexactinella monticularis är en svampdjursart som beskrevs av Lendenfeld 1915. Hexactinella monticularis ingår i släktet Hexactinella och familjen Tretodictyidae.
Artens utbredningsområde är havet kring Galapagosöarna. Inga underarter finns listade i Catalogue of Life.